# Meuzac
Meuzac település Franciaországban, Haute-Vienne megyében. Lakosainak száma 733 fő (2022. január 1.). Meuzac Benayes, Montgibaud, Château-Chervix, Coussac-Bonneval, Magnac-Bourg és Saint-Germain-les-Belles községekkel határos.

## Népesség
A település népességének változása:
| Lakosok száma | 722  | 717  | 742  | 731  | 736  | 733  | 731  | 727  | 733  |
|               | 2013 | 2015 | 2016 | 2017 | 2018 | 2019 | 2020 | 2021 | 2022 |